# Gare de Domodossola
La gare de Domodossola est une gare frontière du réseau de chemin de fer italien. Elle est la dernière gare italienne avant la rampe vers le tunnel du Simplon. Au-delà de cette gare et en allant vers la Suisse, la ligne est équipée au standard suisse (électrification et signalisation).